# IL Stjørdals-Blink
El IL Stjørdals-Blink es un equipo de fútbol de Noruega que juega en la Fair Play ligaen, la tercera división del país.

## Historia
Fue fundado en el año 1956 en la ciudad de Stjordalshalsen en la provincia de Trøndelag luego de la fusión de los equipos Stjordal IL y IL Blink como un equipo multideportivo con secciones en balonmano, voleibol, atletismo, navegación, ciclismo, natación, gimnasia, patinaje de velocidad y esquí nórdico.
Como club de fútbol ha estado principalmente en la cuarta división nacional con una estancia de varios años en la Adeccoligaen durante la década de los años 2000 y en la Fair Play ligaen donde han jugado en los últimos años hasta que logran el ascenso a la Adeccoligaen nuevamente en la temporada 2020.

## Palmarés
- Fair Play ligaen: 1

2019
- Tercera División de Noruega: 3

2010, 2014, 2014